# 古田晁記念館
古田晁記念館（ふるたあきらきねんかん）は、長野県塩尻市にある文学館。同市出身の出版実業家で筑摩書房の創業者古田晁に関する資料を展示している。

## 概要
古田晁の生家の土蔵を改修し、1996年10月30日に開館した。土蔵造の展示棟、渡廊下及び門は、2009年（平成21年）に国の登録有形文化財に登録された。
太宰治の掛軸、宮本百合子の「道標」原稿、川端康成・中野重治・井伏鱒二等の書簡など、主に古田と親交のあった作家、評論家、学者などと交わされた資料などを展示している。

## 利用案内
- 開館時間は午前9時から午後4時30分まで
- 入館料は無料
- 休館日は土曜日・祝日と冬期間（12月29日～2月末日）

## 周辺施設
- 塩尻市役所 北小野支所
- 塩尻市立図書館 北小野分館
- 小野神社・矢彦神社
- 北小野郵便局

## アクセス
- JR東日本中央本線小野駅から徒歩8分
- 長野自動車道 塩尻ICから車15分